# Nietota. Księga tajemna Tatr
Nietota. Księga tajemna Tatr – powieść mistyczna autorstwa Tadeusza Micińskiego. Samo słowo nietota jest ludową nazwą rośliny (wrońca widlastego) symbolizującej kobietę, być może w domyśle Polskę. Akcja książki rozgrywa się najprawdopodobniej w 1904 roku. Najdziwniejsza książka, którą mógłbym napisać, jest o tym, czego nie wiem – tak o swojej książce pisał sam autor.

## Opis fabuły
Nietota opowiada o wędrówce przez Tatry Arjamana – alter ego samego autora. Miejsca, które odwiedza są mieszaniną lokalizacji autentycznych, mitycznych czy zupełnie fantastycznych, przy czym niekoniecznie znajdujących się rzeczywiście w polskich górach. W powieści Tatry urastają do rangi miejsca magicznego – serca Polski i polskości. Podczas tej podróży spotyka on przeróżne postaci – zarówno rzeczywiste, współczesne i historyczne, jak i niematerialne. Wiele z tych postaci to przyjaciele i wrogowie Micińskiego. W powieści oprócz wątków fabularnych wplecione są losy Polski na przestrzeni dziejów – przy czym dla autora Polska jako państwo i naród nie rozpoczyna się wraz z przyjęciem chrztu. Ubolewa on nad wyparciem się kultury słowiańskiej. Całość jest swoistym wezwaniem do przebudzenia i odrodzenia wewnętrznego Polski.

## Ważniejsze postacie i ich personifikacja
- Arjaman – autor
- baron de Mangro – Wincenty Lutosławski
- kapitan Anacharzis – Antoni Bolesław Dobrowolski
- Kserkses Jakszma – Bronisław Malinowski
- książę Hubert – Stanisław Ignacy Witkiewicz
- król Włast – drugie z wcieleń autora
- mag Litwor – kolejne z wcieleń autora
- Zmierzchoświt – Stanisław Witkiewicz
- Wieszczka Mara – Maria Dembowska (z Sobotkiewiczów)[a]

Recenzenci rozpoznali w książce również m.in. Brata Alberta, unickiego metropolitę Lwowa Andrzeja Szeptyckiego czy geologa Mieczysława Limanowskiego.

## Rozdziały
Książka składa się z następujących rozdziałów:

1. Wieczorne pustynie
2. W podziemiach Giewontu
3. Twór ludzki
4. Maska i miłość
5. Mare tenebrarum
6. Turów Róg
7. Ałłah kehrim
8. Chata Wieszczki Mary
9. Już po tamtej stronie liny
10. Trochę metafizyki i krwi z płuc
11. Kuźnia pod Ornakiem
12. Więzienie nad Ładogą
13. Kluczenie w ciemnościach
14. Wielka noc u św. Jana
15. Mahatma

## Recenzje książki
Książka z początku przyjmowana była niechętnie, formułowano również wobec niej wiele zarzutów, m.in. uwłaczanie sztuce pisarskiej. Przerwano nawet jej druk w czasopiśmie „Sfinks” ze względu na liczne skargi prenumeratorów. Z czasem, na fali mody na Witkacego, powróciło także zainteresowanie Micińskim i jego dziełami. Nietota i jej autor doczekały się wielu analiz i publikacji na swój temat.

Kompozycja „Nietoty”, przypominająca dawne silva rerum, mieszcząca w granicach powieści liryczne zaśpiewy i samodzielne opowiadania (…) – czyż to nie metoda Joyce’a? Dziwaczności, z punktu widzenia przestarzałej estetyki wcale niepotrzebne i stanowiące jakieś faux pas poety, a przecież podniesione do godności istotnych składników tej powieści – czyż to nie cień padający wstecz od surrealistów? (…) Czemuż ją tak zapomniano? Czemu tak odstawiono na boczny tor, gdy powinna być czytana przynajmniej tak samo, jak czytany jest po wielokroć Brzozowski czy Artur Górski?

 – Józef Czechowicz

Nietota to powieść niezwykła, tajemnicza, pisana oryginalnym językiem, pełna do dziś nieodgadnionych zaszyfrowanych przesłań, zaskakujących zwrotów akcji i wizjonerskich opisów. Książka tak nowoczesna, wyprzedzająca swój czas – aż trudno uwierzyć, że została napisana blisko sto lat temu.

 – nota wydawnicza na okładce książki

Nietota jest powieścią inicjacyjną, metafizyczną, symboliczną, autobiograficzną, satyryczno-obyczajową, polityczną, sensacyjno-podróżniczą, powieścią z kluczem. Inkrustowana bywa wierszami lirycznymi, prozą poetycką i czymś w rodzaju scen dramatycznych. Miejscami przechodzi w traktat religioznawczy, geograficzny lub botaniczny. Niektóre fragmenty utrzymane są w tonacji patetyczno-tragicznej, niektóre – burleskowo-groteskowej. Styl wysoki zderza się tu ze stylem niskim. W tym – dezorientującum czytelnika – pomieszaniu stylów i konwencji stanowi owa powieść o jaźni i Polsce zupełne zaprzeczenie wypracowanych w XIX wieku wyznaczników prozy realistycznej.

 – Prof. dr hab. Maria Podraza-Kwiatkowska

(...) mamy przed sobą książkę nowoczesną, bliską zapewne magicznemu realizmowi pisarzy południowoamerykańskich – trudno aż uwierzyć, że została napisana blisko sto lat temu. Wyprzedzała swój czas, a ponieważ nigdy nie potrafiliśmy promować wytworów polskiej myśli i pracy, więc innym – zachodnim ekspresjonistom, surrealistom, czy wreszcie realistom magicznym – przypadły laury, które powinny zdobić skronie Micińskiego.

 – Prof. Andrzej Nowicki

(...) osobliwy tekst z 1910 roku, wiodący swój dziwaczny żywot w najciemniejszych kątach wielkich bibliotek, wymyka się z rąk, gdy spróbować uchwycić jego istotę. Drażni niemożliwością zamknięcia w jednoznacznej formule. Intuicyjnym gestem wskazując bieg literackiej awangardy naszego stulecia (Joyce, Robe-Grillet, Cortazar, Sabató), stanowi zarazem cmentarzysko młodopolskiej prozy. (...) Dziś wraca do księgarni, wzbudzając stare wątpliwości. Co prawda, skoro znamy Ulissesa, Grę w klasy, książki Buczkowskiego, to w nich możemy upatrywać pouczający wzorzec lekturowy … Tylko – skąd wziąć pewność, że należy sięgać po jakikolwiek pozytywny wzorzec? Może Nietota to rzeczywiście jedynie świadectwo kolapsu zeszłowiecznej struktury powieściowej, śmierć formy?

 – Jerzy Sosnowski

## Oddziaływanie
Inspirowany Nietotą. Księgą tajemną Tatr oraz samą osobą jego twórcy Karol Szymanowski zadedykował Micińskiemu jeden ze swoich utworów.

622 upadki Bunga  – pierwsze dzieło Witkiewicza syna pełna jest parafraz, cytatów, czy przytoczonych całych scen z Nietoty.
Wiele lokali, pubów i innych obiektów kulturalnych i rozrywkowych w całej Polsce, inspirowanych twórczością Micińskiego jak i samą książką, nazywa się „Nietota”.